# Tizzano Val Parma
Tizzano Val Parma – miejscowość i gmina we Włoszech, w regionie Emilia-Romania, w prowincji Parma.
Według danych na rok 2004 gminę zamieszkiwało 2129 osób, 27,3 os./km².